# Gerrit
Gerrit é um software livre para revisão de códigos fonte no processo de desenvolvimento de softwares com auxilio do navegador de internet para projetos que fazem controle de versão com o Git, onde os desenvolvedores autorizados enviam alterações podem ser aprovar ou reprovar automaticamente. Exibe as alterações lado a lado no navegador e permite comentários in-line.